# Férfi egyéni műkorcsolya az 1920. évi nyári olimpiai játékokon
Az 1920. évi nyári olimpiai játékokon a műkorcsolya férfi egyéni versenyszámát április 25. és 27. között rendezték. Az aranyérmet a svéd Gillis Grafström nyerte. Magyar versenyző nem vett részt a versenyen.

## Eredmények
Hét bíró pontozta a versenyzőket. A pontok alapján a bírók mindegyikénél külön-külön kialakult egy sorrend, az egyes szakaszokban (kötelező elemek, kűr) és az összesítésnél is, ez egy helyezési pontszámot is jelentett. Az egyes szakaszok, valamint az összesítés eredménye a következő kritériumok alapján alakult ki:
1. „Többségi helyezések száma”. Az a versenyző végzett előrébb, akit a bírók többsége előrébb rangsorolt. A bírók többsége azt jelentette, hogy a legjobb 4 helyezést adó bíró helyezési pontszámait vették figyelembe, de ha a 4. bíró helyezésével még volt azonos helyezés, akkor az(oka)t is figyelembe vették. Ezt az adatot tartalmazza az oszlop. (Pl. a „6×3+” azt jelenti, hogy a versenyző 6 bírónál az első 3 hely valamelyikén végzett.)
2. „Helyezések összege” (az összes bíró helyezési pontszámainak összege)
3. „Pont” (az összes bíró által adott összpontszám)
4. A kötelező elemek pontszáma

### Kötelező elemek
| Hely. | Versenyző          | Nemzet                 | Többségi helyezések száma | Helyezések összege | Pont    |
| ----- | ------------------ | ---------------------- | ------------------------- | ------------------ | ------- |
| 1.    | Gillis Grafström   | Svédország (SWE)       | 6×1+                      | 8,0                | 1676,00 |
| 2.    | Ulrich Salchow     | Svédország (SWE)       | 4×2+                      | 18,0               | 1578,75 |
| 3.    | Andreas Krogh      | Norvégia (NOR)         | 6×3+                      | 18,0               | 1565,25 |
| 4.    | Martin Stixrud     | Norvégia (NOR)         | 6×4+                      | 27,0               | 1489,00 |
| 5.    | Sakari Ilmanen     | Finnország (FIN)       | 7×5+                      | 34,0               | 1404,25 |
| 6.    | Basil Williams     | Nagy-Britannia (GBR)   | 5×6+                      | 44,0               | 1240,75 |
| 7.    | Nathaniel Niles    | Egyesült Államok (USA) | 4×7+                      | 51,0               | 1177,50 |
| 8.    | Alfred Mégroz      | Svájc (SUI)            | 6×8+                      | 54,0               | 1195,50 |
| 9.    | MacDonald Beaumont | Nagy-Britannia (GBR)   | 7×9+                      | 61,0               | 1049,50 |

### Kűr
| Hely. | Versenyző          | Nemzet                 | Többségi helyezések száma | Helyezések összege | Pont    |
| ----- | ------------------ | ---------------------- | ------------------------- | ------------------ | ------- |
| 1.    | Gillis Grafström   | Svédország (SWE)       | 6×1+                      | 8,0                | 1162,50 |
| 2.    | Martin Stixrud     | Norvégia (NOR)         | 5×3+                      | 19,5               | 1072,50 |
| 3.    | Andreas Krogh      | Norvégia (NOR)         | 5×3+                      | 20,5               | 1068,75 |
| 4.    | Sakari Ilmanen     | Finnország (FIN)       | 6×4+                      | 25,5               | 1053,75 |
| 5.    | Ulrich Salchow     | Svédország (SWE)       | 6×5+                      | 32,5               | 993,75  |
| 6.    | Nathaniel Niles    | Egyesült Államok (USA) | 4×7+                      | 49,5               | 798,75  |
| 7.    | Alfred Mégroz      | Svájc (SUI)            | 4×7+                      | 51,0               | 810,00  |
| 8.    | MacDonald Beaumont | Nagy-Britannia (GBR)   | 5×8+                      | 54,0               | 788,75  |
| 9.    | Basil Williams     | Nagy-Britannia (GBR)   | 4×8+                      | 54,5               | 791,25  |

### Végeredmény
| Helyezés | Versenyző          | Nemzet                 | Helyezési pontszámok bírónként | Helyezési pontszámok bírónként | Helyezési pontszámok bírónként | Helyezési pontszámok bírónként | Helyezési pontszámok bírónként | Helyezési pontszámok bírónként | Helyezési pontszámok bírónként | Több. hely. száma | Hely. össz. | Pont   |
| Helyezés | Versenyző          | Nemzet                 | 1                              | 2                              | 3                              | 4                              | 5                              | 6                              | 7                              | Több. hely. száma | Hely. össz. | Pont   |
| -------- | ------------------ | ---------------------- | ------------------------------ | ------------------------------ | ------------------------------ | ------------------------------ | ------------------------------ | ------------------------------ | ------------------------------ | ----------------- | ----------- | ------ |
| Arany    | Gillis Grafström   | Svédország (SWE)       | 1,0                            | 1,0                            | 1,0                            | 1,0                            | 1,0                            | 1,0                            | 1,0                            | 7×1+              | 7           | 2838,5 |
| Ezüst    | Andreas Krogh      | Norvégia (NOR)         | 3,0                            | 2,0                            | 2,0                            | 2,0                            | 4,0                            | 3,0                            | 2,0                            | 4×2+              | 18          | 2634,0 |
| Bronz    | Martin Stixrud     | Norvégia (NOR)         | 2,0                            | 3,0                            | 3,5                            | 3,0                            | 5,0                            | 5,0                            | 3,0                            | 4×3+              | 24,5        | 2561,5 |
| 4.       | Ulrich Salchow     | Svédország (SWE)       | 4,0                            | 4,0                            | 3,5                            | 5,0                            | 2,0                            | 2,0                            | 5,0                            | 5×4+              | 25,5        | 2572,5 |
| 5.       | Sakari Ilmanen     | Finnország (FIN)       | 5,0                            | 5,0                            | 5,0                            | 4,0                            | 3,0                            | 4,0                            | 4,0                            | 4×4+              | 30          | 2458,0 |
| 6.       | Nathaniel Niles    | Egyesült Államok (USA) | 6,0                            | 9,0                            | 6,0                            | 6,0                            | 8,0                            | 8,0                            | 6,0                            | 4×6+              | 49          | 1976,3 |
| 7.       | Basil Williams     | Nagy-Britannia (GBR)   | 8,0                            | 6,0                            | 7,0                            | 8,0                            | 6,0                            | 7,0                            | 7,5                            | 4×7+              | 49,5        | 2032,0 |
| 8.       | Alfred Mégroz      | Svájc (SUI)            | 7,0                            | 8,0                            | 8,0                            | 9,0                            | 7,0                            | 6,0                            | 7,5                            | 6×8+              | 52,5        | 2005,5 |
| 9.       | MacDonald Beaumont | Nagy-Britannia (GBR)   | 9,0                            | 7,0                            | 9,0                            | 7,0                            | 9,0                            | 9,0                            | 9,0                            | 7×9+              | 59          | 1838,3 |